# Junge Freiheit
Junge Freiheit (tyska för "Ung frihet", ofta bara förkortat JF) är en tysk veckotidning inom kultur, politik och humaniora, som fungerar som en länk mellan nynazismen och mer komplexa nationalistiska och konservativa attityder.
Tidningen betecknar sig som oberoende konservativ. Den har emellertid kallats för högerextrem av bland annat tyska socialdemokraterna och Judiska centralrådet, som båda tagit principbeslut på att inte lämna intervjuer till Junge Freiheit, samt av Expo. En studie från Duisburg 2003 kom fram till att tidskriften lade sig mellan antikonstitutionell högerextremism och det spektrum av konservatism och nationalism som fortfarande rör sig inom den konstitutionella ramen.
Den startade som en studenttidning 1986 i syfte att utgöra en motvikt till vad grundarna uppfattade som 68-vänsterns dominans i det tyska medieklimatet. På 1990-talet var tidningen knuten till den tyska nya högern. Idag profilerar sig Junge Freiheit som fristående och något kontroversiell. Man har bland annat publicerat uppmärksammade intervjuer med religiösa och politiska extremister.

## Historia
Tidskriftens nuvarande chefredaktör Dieter Stein grundade Junge Freiheit i maj 1986 i Freiburg im Breisgau, ursprungligen som ett organ knutet till Freiheitliche Volksparteis nybildade ungdomsförbund. Tidningen utkom varannan månad under 1986, ursprungligen som en oberoende elev- och studenttidning med en upplaga på 400 exemplar. År 1990 grundade de tio mest framträdande skribenterna i tidningen bolaget Junge Freiheit Verlag GmbH.

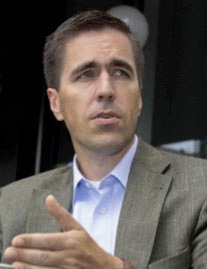
Dieter Stein, grundare och chefredaktör för Junge Freiheit.

I vissa universitetsstäder rekryterade man nya läsare genom att distribuera gratiskopior bland studenter, vilket ledde till att tidskriften inom två år hade ca tusen prenumeranter. År 1991 gjorde tidningen ett avtal med den högerextrema månadstidningen Berliner Nachrichten som lade ner sin utgivning till förmån för Junge Freiheit, som även övertog deras cirka 10 000 prenumeranter. Tidningen har samlat en bredare krets av konservativa och nationalistiska skribenter. I början av 1992 beskrev Dieter Stein sin verksamhet såsom "verkande i det nationalkonservativa förpolitiska rummet" och den dåvarande redaktören Hans-Ulrich Kopp beskrev redaktionens uppdelning enligt följande:
| ” | Det är också glädjande att partipolitiska skillnader inte har någon nämnvärd betydelse här. Den som kräver totalitära strateger och skarp avgränsning mellan CDU-medlemmar och medlemmar av högergrupper bemöts med ett leende. | „ |

Från 1993 till 1995 organiserade Junge Freiheit och dess publik ett årligt sommarläger där CDU:s partiledare Heinrich Lummer agerade beskyddare. 1993 övergick tidningen till veckoutgivning och bildade ett tyskt kommanditbolag där läsarna skulle kunna köpa andelar. Sedan den 21 januari 1994 utkommer Junge Freiheit varje vecka i ett nummer med mellan 20 och 28 sidor.
I augusti 1994 beslutade Dieter Stein att avskeda delredaktören Andreas Molau efter att denne publicerat en artikel av skribenten Armin Mohler, som gav uttryck för historierevisionistiska uppfattningar om Förintelsen. Den 4 december 1994 utfördes ett attentat med brandbomber riktat mot Junge Freiheits tryckeri i Weimar. Som ansvariga för attacken utpekades "revolutionära lesbiska kvinnogrupper och andra revolutionära grupper", vilket fick den framträdande vänsterradikala politikern Daniel Cohn-Bendit att offentligt fördöma attackerna som ett angrepp på pressfriheten. Någon gärningsman kunde dock aldrig bindas till brottet. Efter händelsen tvingades tidningen under en period byta tryckeri varje vecka. Till sist hittade man en tryckerifirma som ägdes av en turkisk invandrare och som kunde ta sig an uppdraget utan att råka ut för attacker från den tyska extremvänstern.
I oktober 1995 flyttade redaktionen från Potsdam till Berlin och flyttade in i tidningslokaler i  Friedrichstadts anrika tidningskvarter. Efter en månad sade värden emellertid upp kontraktet och 1996 fick tidningen åter flytta sin utgivning, denna gång till nya lokaler i stadsdelen Wilmersdorf.
I juni 1996 bildade man föreningen Junge Freiheits vänner i syfte att öka prenumerantstocken och samla in stöd från medlemmarna, varav många även bidrog med redaktionellt material. Verksamheten finansierades med försäljning av prenumerationer och annonser, samt genom donationer från allmänheten. Sedan 1996 har tidningen expanderat på Internet. 1999 noterade Svenska Dagbladet att Junge Freiheit numera var "den viktigaste publikationen för Tysklands nationalistiska höger." År 2000 grundade de regelbundna skribenterna Götz Kubitschek och Karlheinz Weissmann organisationen Institut für Staatspolitik (Institutet för statspolitik) som arbetar i nära samarbete med Junge Freiheit.
Efter att tyska Postbank år 2000 sade upp Junge Freiheits bankkonton svarade tidningen med att publicera ett "Upprop för pressfrihet" där man uppmanade banken att återkalla sin uppsägning. Sedan oktober 1995 har Österrike en egen upplaga av Junge Freiheit som ges ut av Andreas Mölzer, en politiker knuten till FPÖ. När det år 2007 blev känt att Mölzer även samarbetade med det kontroversiella tyska högerpartiet NPD meddelade Junge Freiheits huvudredaktion att man helt bryter sitt samarbete med den österrikiska grenen.
Sedan år 2004 delar Junge Freiheit ut ett pris tillsammans med Ingeborg Löwenthal, änka efter den tysk-judiske journalisten och förintelseöverlevaren Gerhard Löwenthal. Sedan 2007 sker det i samarbete mellan tidningen och den egna stiftelsen Förderstiftung Konservative Bildung und Forschung (ungefär: "Stiftelsen för utbildning och forskning om konservatism") och priset heter numera die Gerhard-Löwenthal-Preis.
I december 2012 blev Junge Freiheits reporter Billy Six gripen i Syrien av lokala myndigheter, misstänkt för olaglig inresa i landet. Genom diplomatisk medling av Ryssland släpptes Six den 5 mars 2013. För att skydda den gripne reportern offentliggjordes händelsen först efter att han återvänt till Tyskland.
Junge Freiheit är sedan 2008 en av de tidningar som distribueras till tyska parlamentsledamöter.

## Inriktning

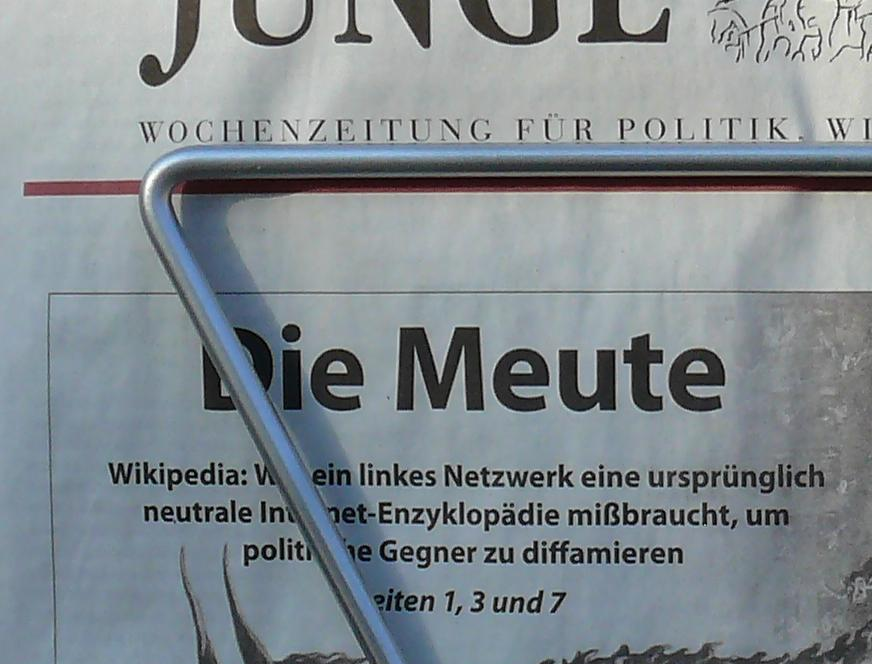
Sommaren 2011 granskade Junge Freiheit vänsteraktivismen på nätuppslagsverket Wikipedia.

Junge Freiheit betraktar sig som "en av de sista landsomfattande, oberoende tidningarna i Tyskland" med ett "ekonomiskt, politiskt och medialt oberoende" som en av sina grundläggande principer. Man upprätthåller enligt egen utsago en klassisk journalistik tradition där man "bidrar till att öka mångfalden och vitaliteten i den demokratiska opinionsbildningen" och försvara "press- och yttrandefriheten mot ekonomisk och politisk påverkan." Junge Freiheit säger sig vilja försvara "den stora kulturella och andliga tradition som den tyska nationen vilar på" och därmed bidra till "den politiska friheten i Tyskland och Europa liksom bevarandet av identitet och frihet för alla folk i världen".
1995 beskrev chefredaktören Dieter Stein tidningen som en del av den politiskt konservativa rörelsen och som en del av den nya högern. Han sade sig då anse att man genom ordval och urval av frågor som diskuteras i media gradvis kan förändra opinionen och uppnå en politisk och kulturell hegemoni. Detta var enligt honom tidningens långsiktiga mål.
År 2005 tog Dieter Stein avstånd från begreppet nya högern och ansåg att det snarare begränsade tidningens arbete. Numera var uttrycket, menade han, att betrakta som en extern etikett. Stein tvingades upprepa detta flera gånger efter att enskilda medarbetare fortsatt att använda begreppet nya högern för att beskriva sitt arbete.

## Urval
Liksom andra politiskt och kulturellt orienterade veckotidningar täcker Junge Freiheit det vanliga utbudet av ämnen. Ledarsidan ger kommentarer om aktuella händelser från utgivarens perspektiv; resterande innehåll sorterar under rubriker som opinion, ekonomi, miljö, historia, kultur, litteratur, kunskap, media och tidsandan. På tidningens webbplats finns ett arkiv som innehåller samtliga publicerade artiklar från april 1997.
Avdelningen "Samspråk" innehåller vanligen en intervju med en aktuell person. Dessa intervjuer ges ofta stort utrymme på tidningens förstasida, så intervjupersonernas synpunkter anses tilldelas stor vikt.
Vid speciella arrangemang ger Junge Freiheit ut en bilaga med något särskilt tema. Den 8 maj 2005 samlade man 20 sidor med vittnesmål från andra världskrigets slut, från samma dag 1945. Den 20 juli 2007 tryckte man upp en 28 sidors bilaga där man hedrade "nationens hjältar", där personerna bakom det misslyckade mordförsöket på Adolf Hitler den 20 juli 1944 uppmärksammades. Samlingsutgåvor med artiklar och intervjuer från de särskilda bilagorna publiceras ibland i bokform.

## Intervjuer
Junge Freiheit genomför regelbundna intervjuer med kända författare, företrädare för olika mediaorganisationer och politiska partier. Några av JF-intervjuer som har väckt särskild uppmärksamhet är Udo Voigt (NPD) och den arabiske antisemiten Jamal Karsli 2002.
Även intervjun med författaren Rolf Hochhuth i mars 2005 var kontroversiell eftersom Hochhuth försvarade förintelseförnekaren David Irving.
Andra intervjuer har orsakat kritik mot de intervjuade personerna. När medlemmar i etablerade partier har låtit sig intervjuas av Junge Freiheit har de inte sällan fått kritik för att legitimera tidningen eller för att riskera att ge den fler läsare. Man har också hävdat att etablerade politikers uttalanden i Junge Freiheit skulle kunna missbrukas i andra sammanhang. Vissa, som socialdemokraterna Egon Bahr, Peter Glotz och Christoph Zöpel, försvarade sig med att de inte kände till att Junge Freiheit hade en politisk agenda. Heinz Buschkowsky, distriktsborgmästare i Berlin Neukölln (SPD) beklagade att han ställt upp på en intervju med Junge Freiheit och bad därefter om ursäkt till medlemmarna i sitt distrikt.

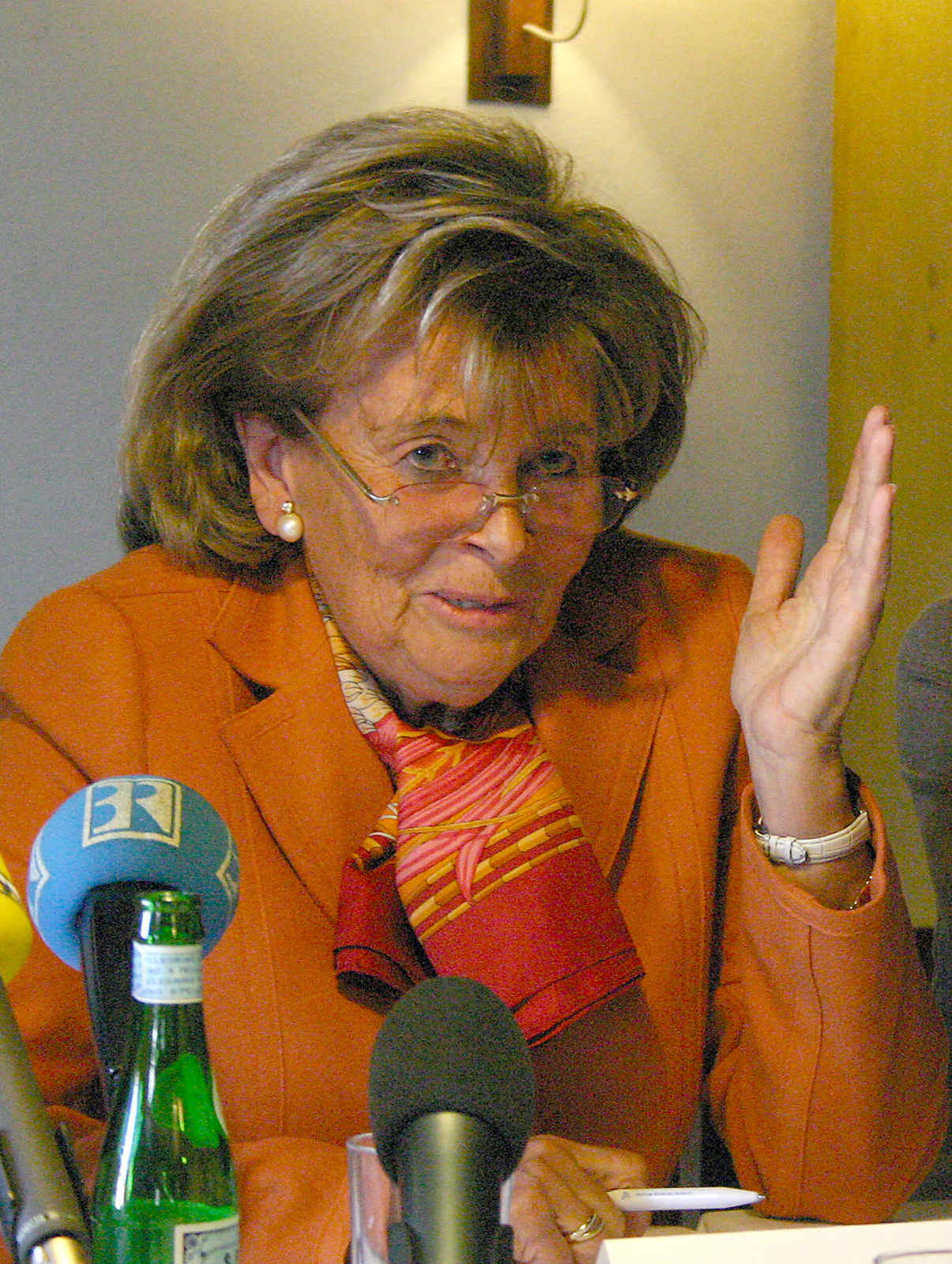
Charlotte Knobloch, då ordförande för tyska Judiska centralrådet, har intervjuats i Junge Freiheit.

År 2000 ställde tyska Judiska centralrådets ordförande Charlotte Knobloch upp i en intervju med Junge Freiheit. Efter intern kritik beklagade hon dock intervjun och organisationen tog ett policybeslut om att man i framtiden inte skulle uttala sig i vad man kallade "högerextrem media". På SPD:s nationalkongress i Berlin den 26 november 2005 beslutade de tyska socialdemokraterna sig för att "i fortsättningen inte samarbeta med eller lämna några intervjuer till Junge Freiheit". År 2005 publicerade SPD:s förbundsstyrelse på initiativ av politikerna Niels Annen och Sebastian Edathy en broschyr om att hantera extremism, där en "strikt skiljelinje" påstods krävas gentemot den radikala högern, varför de inte skulle "göra några eftergifter för eller ställa upp på några intervjuer med högerextrema tidskrifter". Enligt broschyren gällde detta "i synnerhet tidningar som Junge Freiheit och Criticón som vill framställa sig som demokratiska." En liknande broschyr som gavs ut av den CDU-närstående stiftelsen Konrad-Adenauer-Stiftung kritiserade emellertid SPD:s hållning för att vara "icke övertygande" eftersom de ansåg att de nämnda tidningarna inte var högerextrema.
Lokala och statliga politiker inom de etablerade partierna som arbetat för Junge Freiheit har några gånger utsatts för avgångskrav till följd av sitt engagemang för tidningen. Peter D. Krause (CDU) utsågs i april 2008 till utbildningsborgarråd i Thüringen, men förklarade den 5 maj 2008 att han avgår från ämbetet eftersom det blivit känt att han tidigare arbetat som redaktör och skribent för Junge Freiheit och för andra tidningar på högerkanten.
I maj 2011 gav förre förbundspresidenten Roman Herzog en intervju med Junge Freiheit där han kritiserade den dåvarande enkelriktningen inom EU. I oktober 2011 klagade Saskia Ludwig, ordförande för CDU i Brandenburger, i en intervju med Junge Freiheit på att CDU hade förlorat sin konservativa profil.
I januari 2012 deltog journalisten Henryk M. Broder och Berlins dataskyddskommissionär Alexander Dix i en intervju med Junge Freiheit där de fördömde den internationella hackerorganisationen Anonymous agerande, efter att de hade publicerat en namnlista på NPD:s partimedlemmar och Junge Freiheits bidragsgivare.

## Skribenter
Junge Freiheit har en fast redaktion i Berlin med cirka 15 medarbetare. Därutöver anlitar tidningen ett stort antal frilansjournalister, kulturskribenter och externa experter.

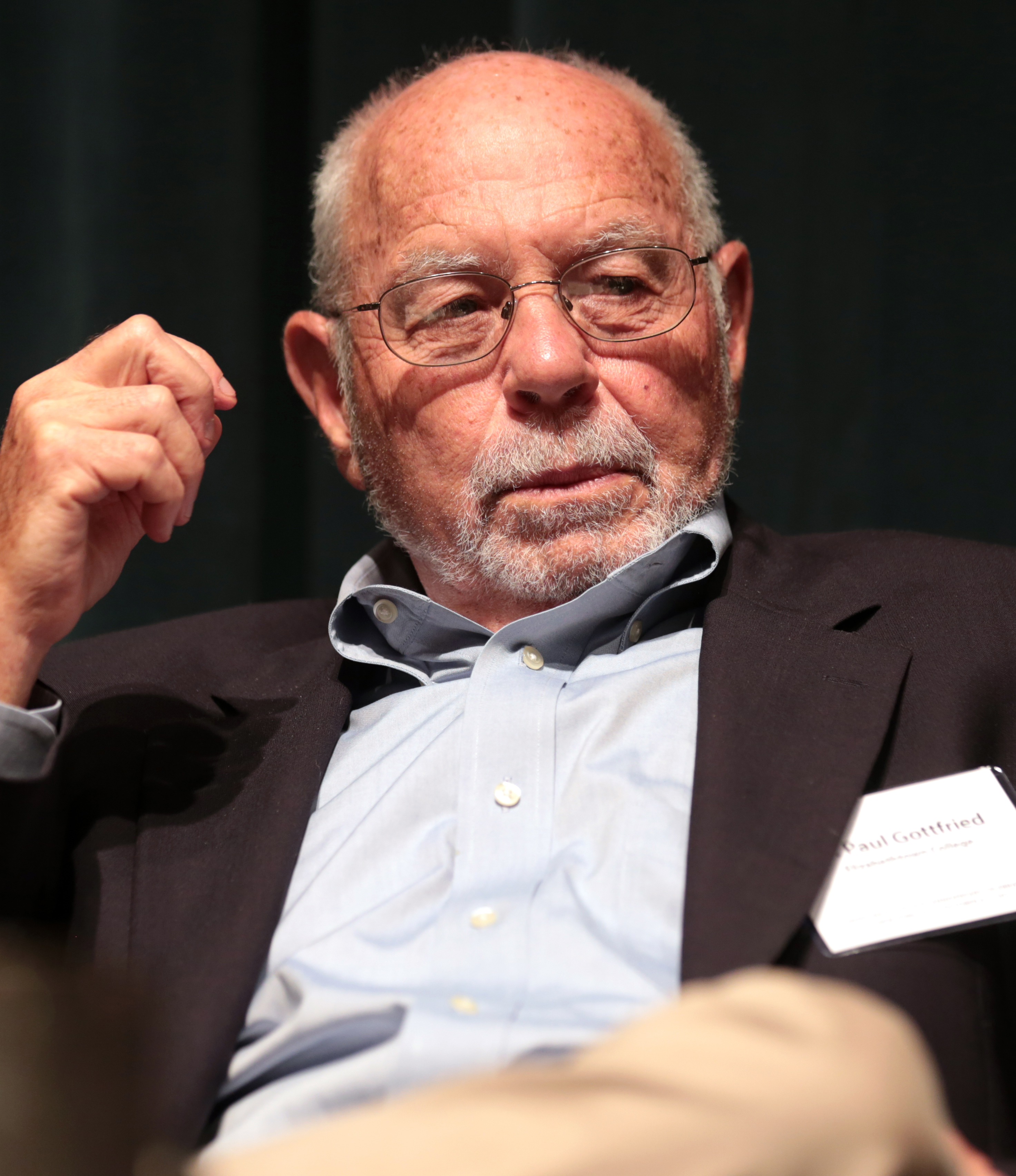
Paul Gottfried skriver regelbundet för Junge Freiheit.

Bland tidningens mer kända reguljära skribenter fanns tidigt Carl Gustaf Ströhm och Günther Zehm, tidigare högt uppsatta redaktörer för tidningen Die Welt. Båda skrev för Junge Freiheit redan 1995. Senare tillkom de tidigare FAZ-journalisterna Klaus Peter Krause, Günther Gillessen och Karl Feldmeyer samt Süddeutsche Zeitungs tidigare redaktör Peter Kuntze. Utrikeskorrespondenten Peter Scholl-Latour skriver regelbundet för Junge Freiheit sedan många år, och han har också flera gånger uttryckt stöd för tidningen i intervjuer.
Franz Alt var den första tv-journalisten som gick till Junge Freiheit. Han har gjort sig känd främst för att publicera artiklar om kontroversiella miljöfrågor. Dessutom har många professorer regelbundet publicerat sig i tidningens avdelning "Forum", bland andra Franz Kromka vid universitetet i Hohenheim, Karl Albrecht Schachtschneider, Wilhelm Hankel och Karl Doehrin. Hans-Olof Henkel, tidigare ordförande för det tyska industriförbundet BDI, har sedan 2010 skrivit regelbundet för Junge Freiheit. Bland de mer välkända journalisterna från den katolska miljön märks Wolfgang Ockenfels och Gabriele Kuby.
Bland de kulturskribenter som publiceras regelbundet i Junge Freiheit märks särskilt den franske filosofen Alain de Benoist, grundare av den etnonationalistiska tankesmedjan GRECE och förgrundsgestalt inom den franska nya högern. Märks gör också den amerikansk-judiske filosofen och författaren Paul Gottfried, professor emeritus i humaniora och docent vid Ludwig von Mises-institutet i USA. Gottfried anses allmänt vara den amerikanska paleokonservatismens upphovsman och i Junge Freiheit skriver han ofta om konservativa frågor som berör Tyskland och Europa.

### Redaktion
Sommaren 2012 bestod Junge Freiheits redaktion av följande personer.

#### Dieter Stein
Chefredaktör. Född 1967 i Ingolstadt, Bayern. Han är uppvuxen i södra Baden och avbröt studier i historia och statsvetenskap för att 1986 grunda Junge Freiheit. Är sedan 1990 vd för förlaget. Han är gift och har fyra barn.

#### Thorsten Thaler
Biträdande chefredaktör och chef för kulturdelen. Född 1963 i Berlin. Har studerat management och företagsekonomi och skrivit för Junge Freiheit sedan 1989.

#### Matthias Bäkerman
Redaktör för avdelningarna litteratur, historia och forskning. Född 1969 i Varel, Friesland. Har studerat historia och litteraturvetenskap och har arbetat sedan 2001 på Junge Freiheit. Är gift och har fyra barn.

#### Anni Mursula
Reporter och kolumnist. Född 1979 i Jyväskylä, Finland. Har bott i USA och Storbritannien och studerat engelska och sociologi i Freiburg im Breisgau, Tyskland. Hon är gift och mor till två barn. Har arbetat sedan våren 2006 för Junge Freiheit. Som kolumnist har Anni Mursula gjort sig känd som en motståndare till så kallad politisk korrekthet. När den grekiska trestegshopparen Voula Papachristou uteslöts från OS i London 2012 till följd av ett påstått rasistiskt twittermeddelande, var Mursula starkt kritisk till beslutet. "Hur många skämt har vi inte hört om 'lata', 'korrupta' och 'slösaktiga' greker, som varit i omlopp på grund av euronkrisen?" frågade hon sig i Junge Freiheit.

#### Hinrich Rohbohm
Reporter. Född 1971 i Stade. Har studerat historia, juridik och statsvetenskap samt journalistik och internationell handel och arbetar sedan 2008 för Junge Freiheit. Rohbohm var under 2008 ordförande för CDU i Jork, Niedersachsen, och var vid samma tid anställd som redaktör på Junge Freiheit. Efter att i januari 2009 ha utsatts för ett mediedrev med anledning av sitt engagemang för tidningen krävde partiet att han antingen skulle ta avstånd från sina artiklar och avsluta sin anställning på Junge Freiheit, eller också lämna sina politiska uppdrag. Rohbohm förklarade att han inte hade några planer på att tillmötesgå kraven, som han menade kom från det tyska Miljöpartiet och AFA. Den 3 oktober 2009 uteslöts han därför ur CDU. Rohbohm svarade med att anklaga CDU för att ha blivit "ett storstadsparti i en vänsterregering" och efterlyste därför ett nytt kristdemokratiskt parti i Tyskland, som kunde stå upp för "kristna, liberala och konservativa värderingar fyllda med verkligt liv."

#### Maurice Schwarz
Redaktör för avdelningen "Samspråk". Född 1971 i Heilbronn. Anställd sedan 1999 av Junge Freiheit.

#### Marcus Smith
Utrikesredaktör. Född i Hamburg 1973. Ansvarig för nätupplagan. Har studerat historia, statskunskap och offentlig rätt. Arbetar sedan 2004 med Junge Freiheit.

#### Jörg Fischer
Inrikesredaktör. Född 1964 i Gera. Ansvarig för tidningens bevakning inom ekonomi och miljö. Civilekonom. Arbetat för tidningen sedan januari 2000.

#### Dr. Curd-Torsten Weick
Ansvarig för områdena bakgrund och media. Född 1963 i Peine. Har studerat statsvetenskap. Skrivit för Junge Freiheit sedan december 2004.

#### Felix Krautkrämer
Redaktör för inrikespolitik. Född 1979 i Freiburg. Har studerat historia, politik och offentlig rätt. Han är gift och far till två barn. Arbetar sedan november 2007 med Junge Freiheit. Som journalist vid tidningen har han i stor utsträckning kommit att jobba med att granska samarbetet mellan de tyska socialdemokraterna och vänsterextremister.

#### Christian Rudolf
Redaktör för insändarsidan och "Forum". Född 1973 i Hamburg. Genomfört germanska och slaviska studier. Han har skrivit för Junge Freiheit sedan oktober 2006. Är gift och har en son.

## Mottagande

### Akademiker
Sedan början av 1990-talet är Junge Freiheit föremål för forskning inom olika samhällsvetenskapliga discipliner.
Astrid Lange utvärderade år 1993 ett urval av 50 publikationer som hon ansåg vara högerextrema i Tyskland och kom fram till att Junge Freiheit är en bastion för den nya högerns ideal, framförallt de idéer som hon beskrev som motstånd mot egalitarism, mångfald och religionsfrihet.
Den svenske litteraturvetaren, germanisten och konservativa debattören Per Landin har kritiserat försöken att tysta Junge Freiheit.[källa behövs] Han har även varit starkt kritisk till hur svensk media framställde Junge Freiheit som en närmast högerextrem publikation, samtidigt som han säger att de har myntat begreppet etnopluralism och anser att de försöker göra den yttersta högern rumsren.
Den tyske litteraturvetaren Rainer Benthin anmärkte 2004 att Junge Freiheit kan betraktades som ett centralt organ för den tyska nya högern. Även om tidningen inte är identisk med denna rörelse så anses den hålla sig till nya högerns diskurs i debatter, ledare och politisk verksamhet. Därför kan den betecknas som en "autentisk röst och ett rörelseomfattande organ för den nya högern" enligt Benthien.  Junge Freiheit har beskrivits som ett organ för nya högern sedan 1990-talet av bland andra Thomas Pfeiffer, Alexander Ruoff, och Andreas Speit. En av anledningarna till denna klassificering är att Junge Freiheit under åren 1992 och 1993 ofta gjorde gillande hänvisningar till de ledande antidemokratiska författarna i Weimarrepubliken, vilka sedan 1950-talet har representerats av den konservativa revolutionens idéer i Tyskland. Kritiker hävdar att detta innebär framväxten av en rörelse som förespråkar "kulturrevolution genom lagstiftning". Som exempel på detta nämns ofta en av de viktigaste skribenterna i Junge Freiheit, den franske filosofen Alain de Benoist.
Richard Stöss noterade 1995 att Junge Freiheit knappast beskrivas som högerextrem. Han ansåg att Junge Freiheit knappast heller kan beskrivas som nationalistisk och uttalade att tidningen har frångått sina föregångares ideal på den punkten, för att istället anpassa sig till de politiska villkor som gäller i dagens Tyskland. Enligt Stoss befinner sig Junge Freiheit en bra bit till höger om de etablerade borgerliga partierna utan att för den sakens skull övergå i högerextremism.[källa behövs]
År 1999 valde Armin Pfahl-Traughber att beskriva Junge Freiheit som en del av den nya högern, som han klassificerar som en intellektuell, icke-homogen form av höger. De strävar enligt Pfahl-Traughber efter att "sudda ut skillnaden" mellan den demokratiska konservativa högern och de högerextrema idéer som återfinns långt ut på högerkanten. Uppfattningar av ett populistiskt slag "med en stark man på toppen för att verkställa" idéerna ansågs som typiskt för den nya högern.
Helmut Kellershohn ansåg 1994 att redaktörerna för Junge Freiheit är "bärare av en bred ström av idéer i övergången mellan högerextremism och högerkonservatism." Under 2007 upprepade han sina åsikter och hävdade att Junge Freiheit genom val av ämnen och verklighetsbeskrivning gradvis försöker att flytta befintliga konservativa ställningstaganden i riktning mot etnisk nationalism.
Uwe Backes beskrev 2002 Junge Freiheit som en "intellektuell extremhöger". Han konstaterade dock att de fortfarande har långt kvar till målet om att uppnå "kulturell hegemoni". Tidningen är enligt Backes "måttligt politiskt, med stort informationsinnehåll och avstår från ihållande nationalistisk kampjournalistik", vilket han menar att sedan 1994 har att göra med att man vill locka fler läsare. År 2003 ändrade han sin beskrivning av Junge Freiheit och menade att tidningen nu befann sig i "en gråzon mellan den högerextrema scenen och den demokratiska majoritetskulturen." Han noterade att i Junge Freiheit finns numera ett "spektrum av åsikter representerade".
Steffen Kailitz noterade 2004 att redaktörerna vill "återuppliva den ungdomliga konservatismen" med nya begrepp och idéer. Han såg den inriktningen särskilt hos dåvarande redaktörerna JF Roland Bubik, Rainer Zitelmann och Karlheinz Weissmann.
Albert Scherr ansåg 2006 att Junge Freiheit befann sig i "gränsområdet mellan politiskt och konstitutionellt acceptabel, med flera mycket problematiska politiska positioner". De söker en "taktiskt smart balans" mellan "den ambitiösa och seriös journalistiken på ena sidan och en tydligt historierevisionistisk, nationalistisk, främlingsfientlig och kulturrasistisk positionering på den andra".
Den antirasistiska forskaren Wolfgang Gessenharter tyckte sig 2007 se en kontinuerlig orientering hos Junge Freiheit som stämde överens med den ledande grundlagsexperten vid nationalsocialismens tid i Tyskland, Carl Schmitt, vars idéer Gessenharter ansåg oförenliga med den nuvarande tyska författningen. Enligt Gessenharter finns det en kontinuitet i flera uttalanden av Junge Freiheits redaktörer i artiklar mellan 1995 och 2007, där man kan se en "avsiktlig relativisering av det okränkbara mänskliga värdet". I juni 2008 betonade han att Junge Freiheit på senare år har lyckats "undvika" direkta anklagelser om högerextremism, men att de alltjämt visar upp en "tveksam syn på de mänskliga rättigheterna". Därför slog Gessenharter fast att "alla som ger sig i lag med denna tidning ska veta att de göder en farlig relativism i synen på värdegrundsfrågor".
År 2007 undersökte Michael Pechel ledarartiklar och artiklar av framstående skribenter i Junge Freiheit under åren 2000 till 2007. Tidningens artiklar om nutidshistoria visade enligt honom upp en "djupt bakåtsträvande" syn på historien med en "öppen flank till historierevisionism". De idéer som Junge Freiheit representerar var enligt Pechel väl etablerade under Weimarperioden, med kulturell pessimism, som hävdar att nationen förstörs i takt med en allt mindre nationell stolthet. Särskilt kritisk var Michael Pechel till artiklarna om 68-rörelsen, hedonism, utanförskap, mångkultur och tidningens "neurotiska" förhållande till Tysklands nazistiska förflutna. Han anmärkte särskilt på hur tidningen framställde Förintelsen som en "sekulär religion" som har skapat ett tyskt "självhat" som gör det omöjligt att hedra tyska soldater eller ens civila offer i de båda världskrigen. Även om redaktörerna tar avstånd från Förintelseförnekelse, driver Junge Freiheit en kamp för Förintelseförnekares rätt att yttra sig och kritiserar regelbundet den tyska strafflagens § 130, som förbjuder offentligt förnekande av Förintelsen.
Gabriele Mandlinger skriver att Junge Freiheit har en "central roll mellan den konservativa högern och extremhögern" och att de erbjuder "en plattform för extremhögerns företrädare." Genom att göra intervjuer med framstående personligheter med en rad olika politiska uppfattningar försöker tidningen "täcka upp doften av högerextrema tendenser genom att ge uttryck för flera perspektiv".
Socialfilosofen och Junge Freiheit-skribenten Günter Rohrmoser ansåg 2006 att det bland tidningens kritiker fanns en tendens att hänfalla åt en sort "antifascistisk språkreglering" där människor tillskrevs åsikter som de aldrig hade gett uttryck för. Han ansåg att de etablerade mediernas sätt att utesluta personer på grund av deras åsikter bygger på en "omtolkning av begreppet liberal demokrati".
Eckhard Jesse sade 2008 att Junge Freiheits utveckling placerat dem "i en slags gråzon" där "kärnan befinner sig i det demokratiskt konservativa spektrumet, med flera avvikare mot extremhögern".

### Myndigheter
Under 1990-talet började det tyska författningsskyddet Bundesamt für Verfassungsschutz (BFV) misstänka att det fanns högerextrema tendenser i kretsen kring Junge Freiheits redaktion och inom det tyska partiet Republikanerna. Den lokala säkerhetspolisen i förbundsstaterna Nordrhein-Westfalen och Baden-Württemberg ska vid denna tidpunkt ha haft personer med anknytning till tidningen under uppsikt. Författningsskyddet i Nordrhein-Westfalen nämnde i en underrättelserapport 1994 att det fanns "faktiska bevis för att misstänka högerextrema tendenser" inom Junge Freiheit. Året därpå uppgav den nationella säkerhetstjänsten BFV i ett betänkande att även de hade intresserat sig för tidningens verksamhet. Även författningsskyddet vid den civila underrättelse- och säkerhetstjänsten Bundesnachrichtendienst nämnde Junge Freiheit i en rapport om Baden-Württemberg 1997.
2005 års rapporter från Nordrhein-Westfalen och Baden-Württemberg beskrev Junge Freiheit som en "länk" mellan konservatism och högerextremism, vilket man motiverade med exempel på vad man menade var högerextrem argumentation i de redaktionella texterna och inskickade texter från regelbundna skribenter. Junge Freiheit var enligt myndigheten ett viktigt språkrör som användes av den nya högern och extremhögern för att knyta konservativa intellektuella till respektive rörelse. Enligt myndigheterna använde tidningen artiklar och intervjuer som berörde människor från hela det demokratiska spektrumet i syfte att kamouflera sig och förbättra sin image gentemot allmänheten.
Det federala författningsskyddet (BFV) skrev vidare att man hade funnit bidrag från högerextrema författare i Junge Freiheit och man ansåg att redaktörer och regelbundna skribenter bidrog med "typisk högerextrem argumentation eller positiva kommentarer om högerextremistiska organisationer, personer eller publikationer". Vidare skrev man att Junge Freiheit verkar ägna särskild uppmärksamhet åt Tysklands skuld för andra världskriget, vilket brukar betraktas som ett tecken på högerextremistiskt tänkande i Tyskland.

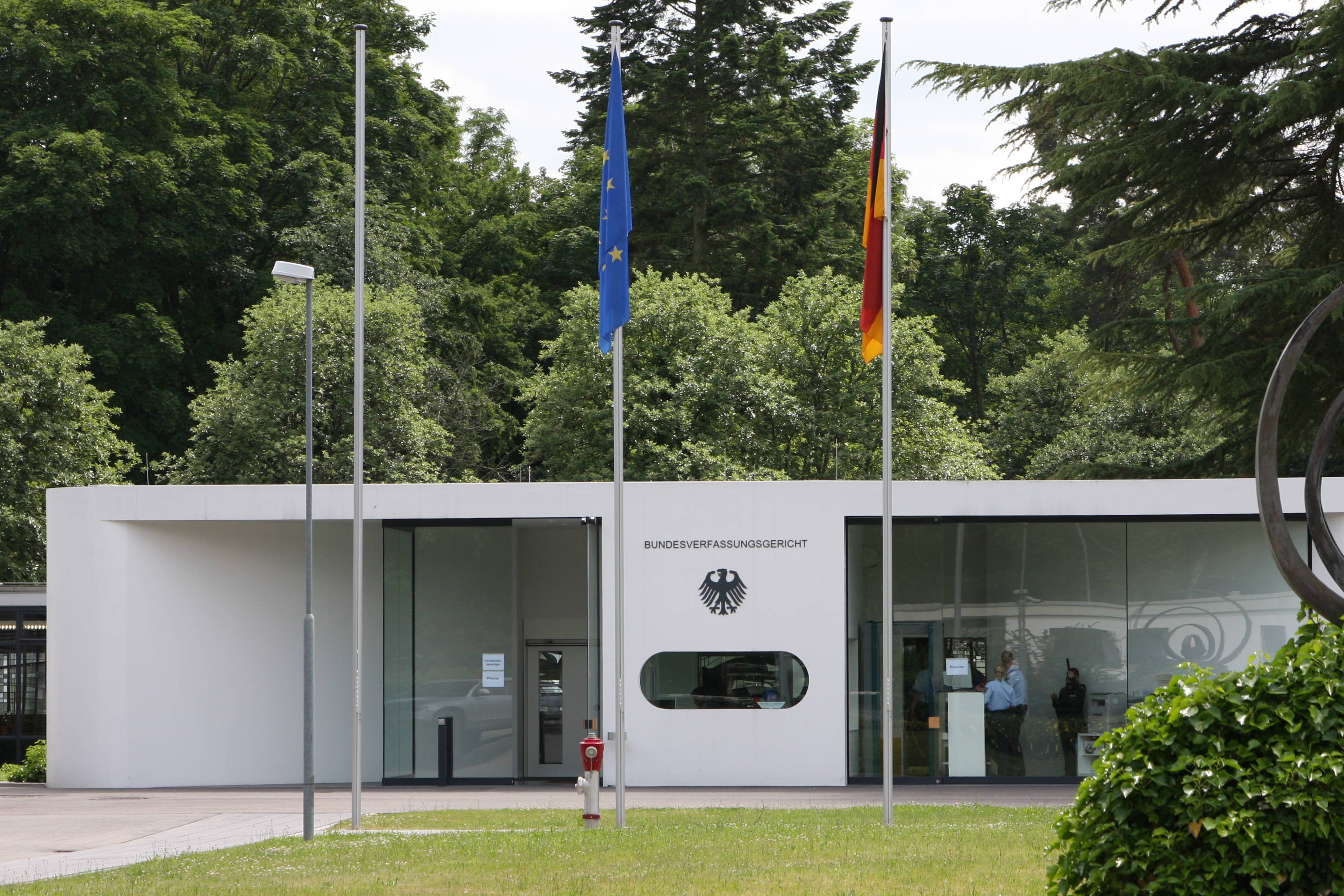
Tysklands högsta författningsdomstol Bundesverfassungsgericht gav Junge Freiheit rätt mot myndigheterna i ett uppmärksammat mål 2005.

Heino Vahldieck, chef för säkerhetspolisen i Hamburg, har kritiserat myndigheterna i Baden-Württemberg och Nordrhein-Westfalen för deras klassificering av Junge Freiheit 2004. Författningsskyddet i Bayern gjorde ett uttalande 2005 där de sade att Junge Freiheit visserligen erbjöd extremister ett forum, men "för det mesta är inte innehållet extremt". Samma myndighet konstaterade också att "Med tanke på att tidningen nästan uteslutande intervjuar författare och företrädare inom det demokratiska spektrumet, kan inte den samlade bilden av Junge Freiheit bli annan än att de får anses utgöra ett ganska konservativt forum på den högra kanten av det demokratiska fältet".
Junge Freiheit drev en lång rättsprocess mot författningsskyddsmyndigheten i Nordrhein-Westfalen efter deras rapport där tidningen anklagades för "högerextrema" tendenser. Efter ett formellt klagomål från den tidigare tyske riksåklagaren Alexander von Stahl tog den tyska författningsdomstolen upp fallet den 24 maj 2005 och överprövade ett beslut av den lokala förvaltningsdomstolen i Nordrhein-Westfalen. Prövningen skedde med hänvisning till den tyska grundlagens bestämmelse om fri press. Domstolen fann att de påstådda "faktiska bevis" som underrättelserapporten hävdade fanns för att misstänka högerextremism inte hade specificerats tillräckligt utförligt, varpå målet återförvisades till förvaltningsdomstolen i Düsseldorf med instruktion om att pröva om rapportens innehåll var förenligt med pressfriheten. Författningsskyddet i Nordrhein-Westfalen medgav därefter Junge Freiheits yrkanden och drog tillbaka sin skrivelse om tidningen från årsrapporten för 2005. Efter detta uppgav även författningsskyddet i Baden-Württemberg och den federala underrättelsetjänsten (BFV) att de inte längre tänkte ta upp Junge Freiheit i sina underrättelserapporter.

### Bedömningar av politisk och journalistisk inriktning
År 1999 kritiserade den svenske litteraturkritikern Erik Wallrup Junge Freiheit för att lägga för mycket fokus på sådant som att beklaga sig över "politisk korrekthet" och våld från vänsterextremister. Enligt honom ger detta upphov till en "beklämmande självbild" hos tidningen, där man formulerar sina ståndpunkter negativt. Tidigare var man negativ till kommunismen och numera kämpar man "mot den så kallade politiska korrektheten", skrev Wallrup och konstaterade att "en politisk argumentation är ytterst bräcklig om den koncentrerar sig på debattklimat och spelregler."
Journalister och politiker bedömer Junge Freiheit olika. 2003 skrev den tyska journalisten och författaren Anton Maegerle arbetar tidningen för att skapa en "diskursförändring på den politiska arenan". 2008 skrev Mathias Brodkorb, forskare inom extremism, anser inte att JF är högerextremister, men denna bedömning är "på intet sätt oomtvistad". 2016 skrev Maegerle att JF har modererats senaste åren men att tidningen "fortfarande betraktas som ett viktigt projekt inom den Nya högern och radikalkonservatismen". Tidningen syftade inte bara till att vara ett nyhetsorgan, "utan även ett politiskt projekt som front för en rörelse". Enligt Maegerle vill JF framstå som borgerligt konservativ, men "står alltid bortom den demokratiska konservatismen".  Heribert Seifert (Neue Zürcher Zeitung) hävdar att den "ofta överdrivna upphetsning" som sker kring Junge Freiheit visar på de snäva gränserna för nationalkonservativ journalistik i Tyskland, och att det råder en politiskt motiverad misstänksamhet mot JF. Werner Patzelt (CDU) har noterat att "den tyska offentligheten behandlar Junge Freiheit som något i stil med Deutsche Nationalzeitung, en högerextrem kamppublikation", och att "Junge Freiheit hålls utanför etablerad journalistik" samt utanför den politiska diskussionen i Tyskland. Petzelt har kritiserat det tyska etablissemanget för att isolera tidningen och sagt att "för vår politiska kultur är den inte välgörande". Statsvetaren Thomas Gersterkamp har kallat Junge Freiheit för "det publicistiska flaggskeppet inom den konservativa högern".
Den konservativa tidskriften Focus chefredaktör Helmut Markwort och skribenterna Ephraim Kishon och Erwin Scheuch har hävdat att Junge Freiheit inte har några "högerextrema tendenser". Daniel Erk och Stefan Schirmer från den liberala veckotidningen Die Zeit ser hur JF är en "workshop för högerkonservativa argumentationsmönster", att redaktionen avvisar "ett öppet, tolerant samhälle /.../ och så vidare". Enligt journalisten och publicisten Liane Bednarz är tidningen inte bara konservativ då redaktörerna regelbundet går över gränsen till höger och de som skriver om "könsgalenskap" och "homolobbyn" är inte längre konservativ, enligt Bednarz.
Enligt den tyska journalisten och publicisten Andreas Speit och Konrad Litscheko gör tidningen ingen hemlighet om sitt nära samröre med det högerextrema partiet AfD, och enligt den sweitchiska publicisten Roger de Weck är JF det viktigaste organet för reaktionära i Tyskland. Den tyska TV-personligheten och journalisten Dunja Hayali, som lät sig intervjuas av JF 2017 och kritiserats för detta, sa 2021 att enligt hennes bedömning var tidningen då inte lika populistisk, nationalistisk och högerextrem som idag. Idag skulle hon inte givit intervjun.